# 錫達鎮區 (阿肯色州波爾克縣)
錫達鎮區（英語：Cedar Township）是位於美國阿肯色州波爾克縣的一個行政鎮區。

## 地方資料
錫達鎮區的面積為65.38平方千米，當中陸地面積為65.01平方千米，而水域面積為0.37平方千米。根據2010年美國人口普查的數據，當地共有人口170人，而人口密度為每平方千米2.6人。